# Sciomesa renibifida
Sciomesa renibifida är en fjärilsart som beskrevs av Emilio Berio 1973. Sciomesa renibifida ingår i släktet Sciomesa och familjen nattflyn. Inga underarter finns listade.